# موئنه تشیوکا
موئنه تشیوکا (انگلیسی: Muene Tshijuka؛ زادهٔ ۱۲ مهٔ ۱۹۷۳) بازیکن زن بسکتبال اهل جمهوری دموکراتیک کنگو بود. وی در بازی‌های المپیک تابستانی ۱۹۹۶ شرکت کرده‌است.